# Leiophron sommermanae
Leiophron sommermanae är en stekelart som först beskrevs av Muesebeck 1956.  Leiophron sommermanae ingår i släktet Leiophron och familjen bracksteklar. Inga underarter finns listade i Catalogue of Life.